# Badmintonvereniging Smashing Maasdam
Badmintonvereniging Smashing Maasdam (BSM) is opgericht in 1978 en is gevestigd in Maasdam. BSM heeft anno 2017 een ledenbestand van rond de 150 leden. In dat zelfde jaar kwam de vereniging met 4 senioren- en 4 jeugdteams uit in de badmintoncompetitie georganiseerd door Badminton Nederland en met 4 senioren teams in de regionale Hoeksche Waard Competitie (HWC). De vereniging traint en speelt in sportzaal Duyvesteyn te Maasdam.